# Andrena plumosella
Andrena plumosella is een vliesvleugelig insect uit de familie Andrenidae. De wetenschappelijke naam van de soort is voor het eerst geldig gepubliceerd in 2002 door Gusenleitner & Schwarz.